# John S. Carlile

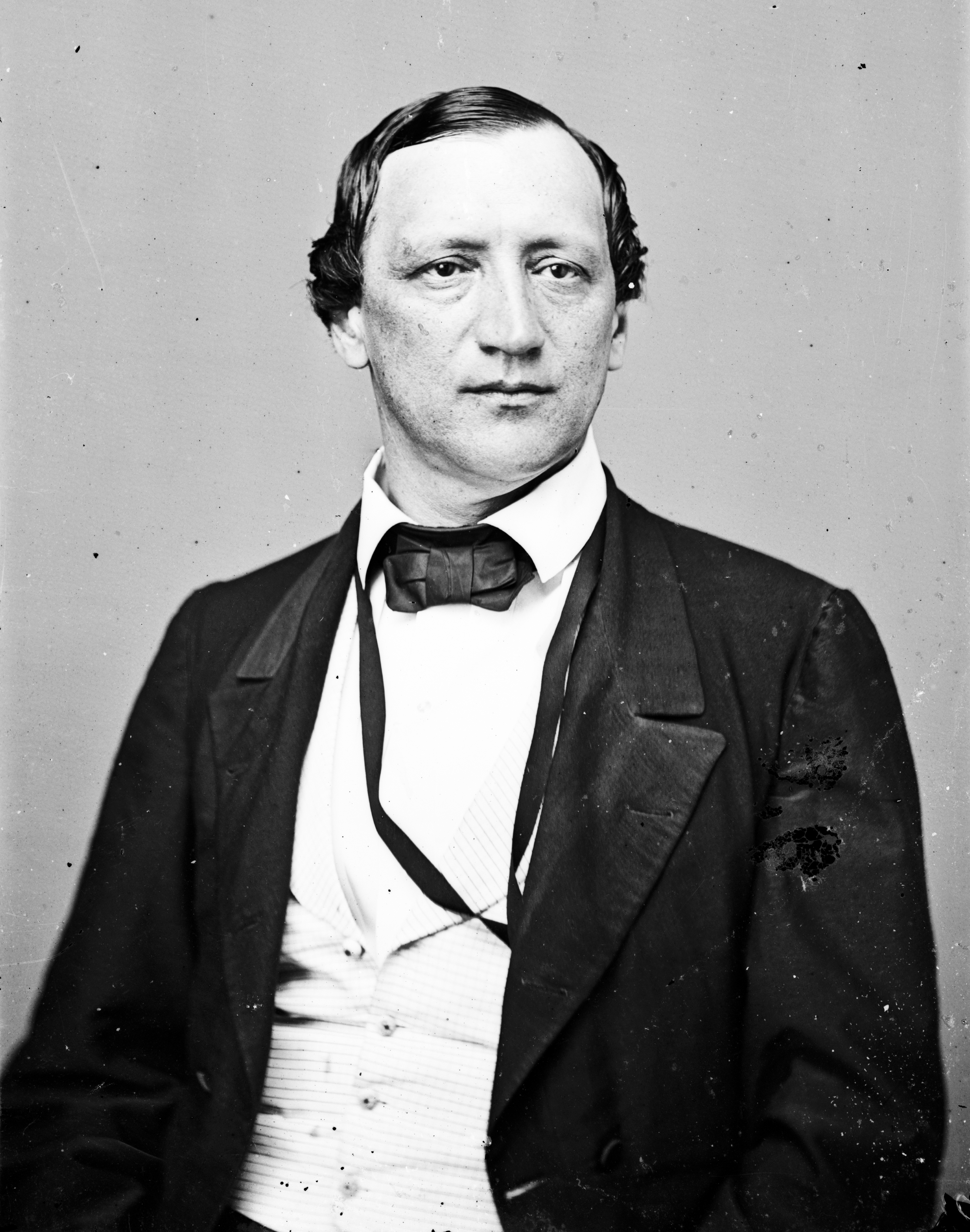
John S. Carlile

John Snyder Carlile, född 16 december 1817 i Winchester, Virginia, död 24 oktober 1878 i Clarksburg, West Virginia, var en amerikansk politiker. Han representerade delstaten Virginia i båda kamrarna av USA:s kongress, först i representanthuset 1855-1857 samt från mars till juli 1861 och sedan i senaten 1861-1865. Han var en av de främsta unionisterna i Virginia trots att han själv var slavägare.
Carlile studerade juridik och inledde 1842 sin karriär som advokat. Han gick med i knownothings och efterträdde 1855 demokraten Charles S. Lewis som kongressledamot. Han efterträddes 1857 i representanthuset av Albert G. Jenkins. Han blev invald på nytt i representanthuset som unionist i kongressvalet 1860. Han efterträdde 1861 demokraten Robert Mercer Taliaferro Hunter i USA:s senat. Hunter fortsatte sin karriär på den konfedererade sidan, medan Carlile blev USA trogen under hela inbördeskriget. Han fick ingen efterträdare år 1865 på grund av nordstaternas ockupation av Virginia. John W. Johnston fick tillträda som senator först år 1870.
Carlile avled 1878 och gravsattes på Odd Fellows Cemetery i Clarksburg, West Virginia.